# Рукавина, Юрай
Юрай Рукавина (хорв. Juraj Rukavina; 4 февраля 1898, Перушич — июнь 1945, Загреб) — хорватский военный и политический деятель, комендант усташского концлагеря Ядовно во время Второй мировой войны, участник Велебитского восстания 1932 года. Полковник вооружённых сил 
Независимого государства Хорватия. Вместе с Анте Павеличем и Векославом Лубуричем был приговорён югославскими властями к смерти. В июне 1945 года расстрелян. Иногда его путают с Йозо Рукавиной, который работал в Усташской надзорной службе.

## Биография

### Довоенные годы
Окончил гимназию в Госпиче и военную школу в Австро-Венгрии. Служил в австро-венгерской и югославской армии, имел звание капитана жандармерии. В отставку вышел в конце 1920-х годов, служил в Македонии. По свидетельствам осуждённого члена ВМРО Константина Ципушева, с которым Рукавина сидел в тюрьме, у Рукавины ещё во время службы в Македонии стали проявляться сербофобские настроения под влиянием македонских националистов, хотя другие свидетели говорили, что Рукавина презрительно относился к македонским националистам.

### Велебитское восстание
В усташское движение его завербовал Андрия Артукович, приказав ему организовать усташскую организацию в Перушичском краю, где Рукавина возглавил лагерь. Совместно с Артуковичем, Марко Дошеном и Йосипом Томленовичем он организовал Велебитское восстание, которое провалилось. Организаторы восстания сбежали в итальянскую Зару, а Рукавина остался в Югославии и предстал перед судом.
Адвокатом Рукавины стал профессор Сима Маркович, один из первых секретарей Коммунистической партии Югославии. Государственный суд по защите государства приговорил Рукавину к смертной казни через повешение, которую король Александр заменил тюремным сроком в 12 лет. Милован Джилас утверждал, что в Лепоглавской тюрьме встречался с Юраем Рукавиной и поддерживал с ним дружеские отношения.

### Межвоенные годы
В 1934 году в Лепоглавской тюрьме Рукавина основал Сообщество политических заключённых (хорв. Zajednica političkih osuđenika), куда входили хорватские и македонские националисты и даже коммунисты. В 1935 году Сообщество приняло резолюцию, которую подписали Юрай Рукавина, Моша Пияде и ещё один представитель ВМРО с призывом выступить всех против монархии и диктатуры 6 января. Шиме Бален писал, что почти всю свою жизнь Рукавина постоянно метался между лагерями усташей и коммунистов. Это он объяснял тем, что Рукавина был слишком доверчивым и легкомысленным человеком, которому можно было запросто внушить какую угодно идею.
В 1939 году Рукавина был освобождён из тюрьмы. В Митровице он столкнулся встретился с группой хорватских националистов, куда входили Стипе Явор, Штеф Црнички и другие — под их влиянием Рукавина стал усташем и уже не изменял своим убеждениям до конца жизни. Позднее он вступил в группу усташей, поддерживавших Анте Павелича, и влияние их партии в усташском движении усилилось особенно после соглашения Цветковича — Мачека и ухода с поста премьер-министра Югославии Милана Стодяиновича. В начале 1940 года за антигосударственную деятельность Рукавина опять был отправлен в Лепоглавскую тюрьму, а затем интернирован в Крушчицу.

### В годы войны
В дни Апрельской войны Рукавина с группой заключённых сбежал из тюрьмы, разоружив охрану и объявив о поддержке усташских властей. 16 апреля 1941 года Анте Павелич назначил его главнокомандующим усташской милицией (позднее его сменил Франьо Лукац). В мае 1941 года Рукавина образовал концлагерь Ядовно на Велебите, в июне стал полковником. Был причастен к массовому преследованию сербов в Лике. Занимал пост коменданта концлагеря Ядовно, а также занимал разные должности в усташской милиции, занимаясь борьбой против партизан и четников в Лике, Северной Далмации и Западной Боснии. Командовал 4-й усташской стационарной бригадой и 11-й хорватской дивизией НГХ. По свидетельствам Андрии Хебранга, Рукавина занимался выявлением агентов партизанского коммунистического движения в НГХ, но боялся выдавать некоторых коммунистов, которые сидели с ним в одной тюремной камере.
17 мая 1945 года Рукавина после Блайбургской бойни сдался югославским властям с группой усташей. Суд прошёл в июне 1945 года во 2-й военной области. Девять человек, среди которых были премьер-министр НГХ Никола Мандич, министр Миле Будак, сам Юрай Рукавина и другие, были приговорены к смерти. Перед смертью с Рукавиной повидался Андрия Хебранг, который пообещал позаботиться о семье Рукавины: со слов Хебранга, Рукавина раскаивался в своих преступлениях, но не просил помилования.